# 離宮八幡宮
離宮八幡宮（りきゅうはちまんぐう）は、京都府乙訓郡大山崎町にある神社。旧社格は府社。石清水八幡宮の元宮であるとされている。また、製油発祥の地である。

## 祭神
- 主祭神 - 八幡大神（応神天皇、神功皇后）
- 相殿神 - 酒解大神（さかとけのおおかみ、別称として大山祇神ともいう）、比売三神（ひめさんしん）

## 歴史
社伝によると、貞観元年（859年）、清和天皇は神託により国家鎮護のために宇佐八幡宮から八幡神を勧請し、平安京の守護神として奉安しようと考えた。そして大安寺の僧行教が豊前国に使わされ、八幡神とともに山崎の津（当時の淀川水運の拠点港）に戻ってくると、同年8月23日に行教は神降山に霊光を見、その麓にある西国街道に面している当地に行くと岩の間から清水が湧いているのを見た。帰京後に清和天皇にその出来事を奏上したところ、勅命によりその地（現在当宮がある地）に社が建立され、「石清水八幡宮」と名付けられた、という。
しかし、翌貞観2年（860年）2月9日にその社から淀川の対岸にある男山に向かって一筋の光が放たれると、4月3日には男山に八幡神を遷宮させて新たに「石清水八幡宮」を建立した。だが、最初に八幡神が降り立ったのは山崎であるとして残された当地の社に再び八幡神を勧請して「石清水八幡宮」を存続させた、という。この後、当社は神降山に高天社を建立している。
対岸の男山にある「石清水八幡宮」は別名を「男山八幡宮」ともいうが、しかし、当社の名称も「石清水八幡宮」である。そのために当社は「大山崎石清水八幡宮」ともいう。また、かつてこの地には嵯峨天皇の離宮・「河陽（かや）離宮」があった所でもあるので、別名として「離宮八幡宮」ともいった。
なお、石清水八幡宮の創建の由来は様々あり、良くわからないのが実情である。現在の石清水八幡宮では、貞観2年（860年）に清和天皇が男山にあった石清水寺（現・摂社石清水社）の境内に社殿を造営したのがその始まりとしているが、離宮八幡宮ではその前の貞観元年（859年）を創建とし、さらに奈良・大安寺の鎮守社であった大安寺八幡宮は「元石清水八幡宮」といい、大同2年（807年）8月7日に行教が宇佐八幡宮から大安寺東室第7院にある石清水房に八幡神を勧請したのに始まるとしている。
平安時代には神仏習合により、当社境内の東側に神宮寺が建立されている。
また、貞観年間（859年 - 877年）に当宮の神官が神示を受けて「長木」（てこを応用した搾油器）を発明して荏胡麻（えごま）油の製造が始まったことから、日本における製油発祥の地とされている。この製法はやがて全国に広まると、当社は朝廷より「油祖」の名を賜った。その後、鎌倉時代に大山崎油座の制度ができると当社は全国の荏胡麻油の販売権を独占し、諸国の油商人は当社の許状無しには油を扱うことはできなくなった。
しかし、戦国時代には織田信長などが楽市・楽座の政策をとり、当社の許可を得ないで勝手に油を扱う商人が増えると当宮の収入は減り、経済的打撃を受けた。
寛永12年（1635年）には江戸幕府第3代将軍徳川家光の命により、山城国長岡藩主永井直清が奉行となって本殿や拝殿が再建されたほか、境内が南側に拡張された。そのため、当社の南側を通っていた西国街道が南側に張り出すような形に変えられている。また、多宝塔や鐘楼が新たに建立されている。このように、江戸時代前期は「西の日光」と呼ばれるほどの壮大な社殿を構えて繁栄していたが、次第に荏胡麻油に代わって菜種油が大量に生産されるようになると市場を奪われていき、徐々に衰退していった。
当社は修理の要請を幕府に行う際、社名である「石清水八幡宮」と「源家の宗廟」という立場を強調していたが、遂に男山の石清水八幡宮と「石清水八幡宮」の社号を巡っての争いが起きて当社は敗北し、元禄10年（1697年）9月18日の裁許状で「石清水八幡宮」の名称の使用を禁止された。以降、当社は離宮八幡宮を正式の名称とした。
元治元年（1864年）に禁門の変（蛤御門の変）が勃発すると、離宮八幡宮に長州藩の屯所が置かれたり、真木保臣らが天王山に立て籠もったこともあり、会津藩や新撰組などの幕府軍の攻撃を受け、多くの商家とともに離宮八幡宮は惣門と東門を残してほとんど焼失した。
明治時代になると、神仏分離によって神宮寺が廃寺となり、当宮の境内の西側が大阪府に割譲された。その後、府社に列せられている。1876年（明治9年）、今度は国策による鉄道事業・東海道本線の建設のために境内の北側を収公され、境内はさらに縮小した。
1879年（明治12年）に大阪油商山崎講と地元の崇敬者の寄進により社殿が再建される。1929年（昭和4年）には東海道本線の複々線化の工事に合わせ、かつて拝殿が建てられていた場所に移して本殿、幣殿、拝殿を繋げる様式に改築された。
1986年（昭和61年）に製油メーカーを中心として「油祖離宮八幡宮崇敬会」が設立されている。

## 境内
- 本殿（国登録有形文化財） - 1879年（明治12年）再建。1929年（昭和4年）改築。
- 幣殿 - 1879年（明治12年）再建。1929年（昭和4年）改築。
- 拝殿（国登録有形文化財） - 1879年（明治12年）再建。1929年（昭和4年）改築。
- 石清水の井戸 - 離宮八幡宮が建立されるもととなった清水が湧いている。
- 多宝塔跡 - 礎石が残る。
- 天神腰掛石 - 菅原道真が大宰権帥に左遷された際、西国街道脇にあったこの石に腰を下ろしたという。
- 社務所
- 資料館
- 祭具庫
- 中門（国登録有形文化財） - 四脚門。昭和時代初期の再建。
- 本邦製油発祥地碑
- 油祖像 - 神人（じにん）の像。
- 庭園
- 旧社務所
- 東門（大山崎町指定有形文化財）
- 手水所（国登録有形文化財） - 昭和時代初期の再建。
- かしき石（大山崎町指定有形文化財） - 淀川沿いにあった相応寺の塔の心礎。
- 惣門（南門、大山崎町指定有形文化財） - 高麗門。

### 摂末社
- 若宮社
- 武内社
- 天照皇太神社
- 蛭子神社
- 鹿島神社
- 気比宮
- 高天宮神社（国登録有形文化財） - 昭和時代初期の再建。
- 小禅師宮・勝手社
- 腰掛天神社
- 高良社
- 三社さん

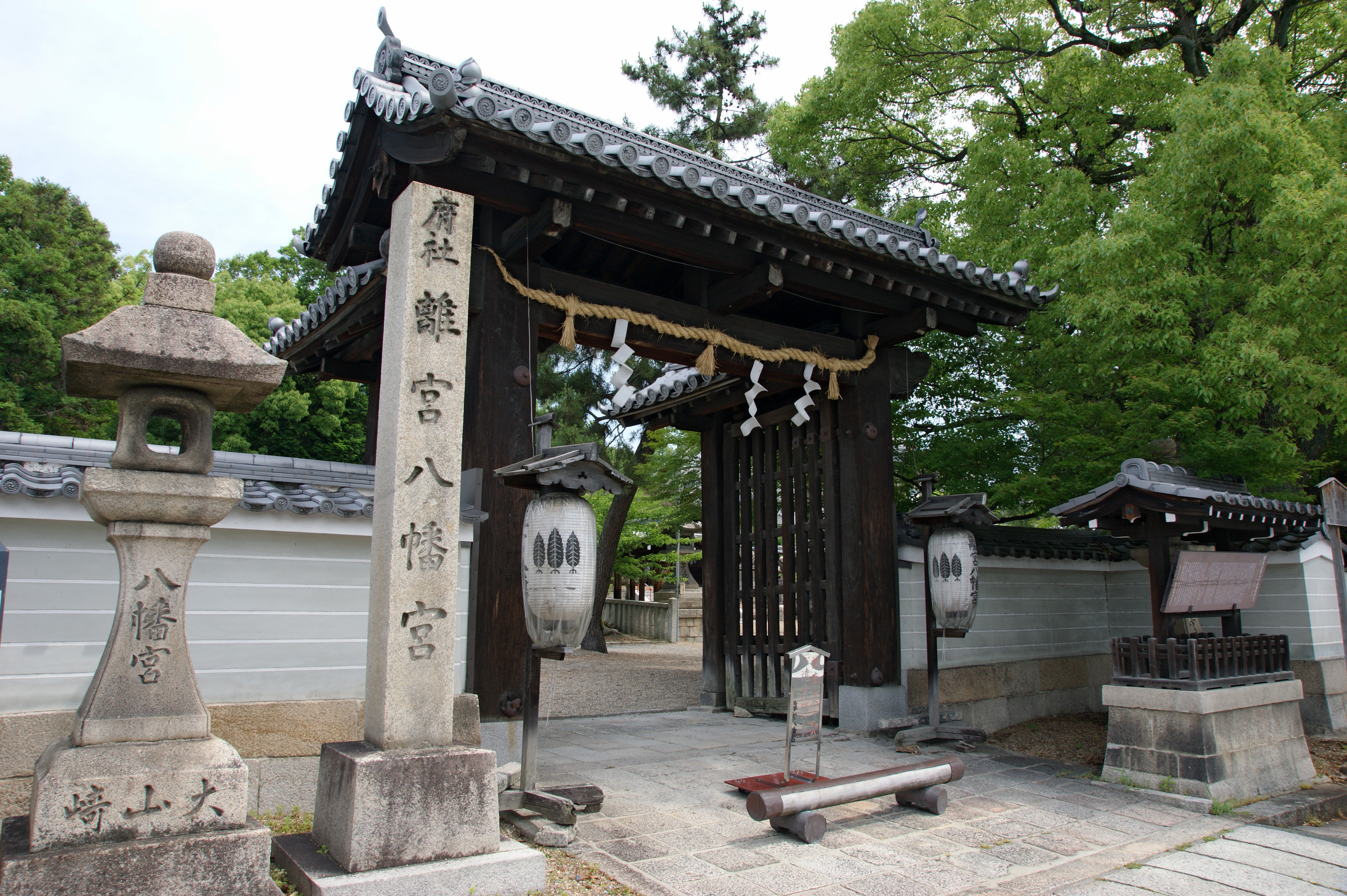
惣門（高麗門）
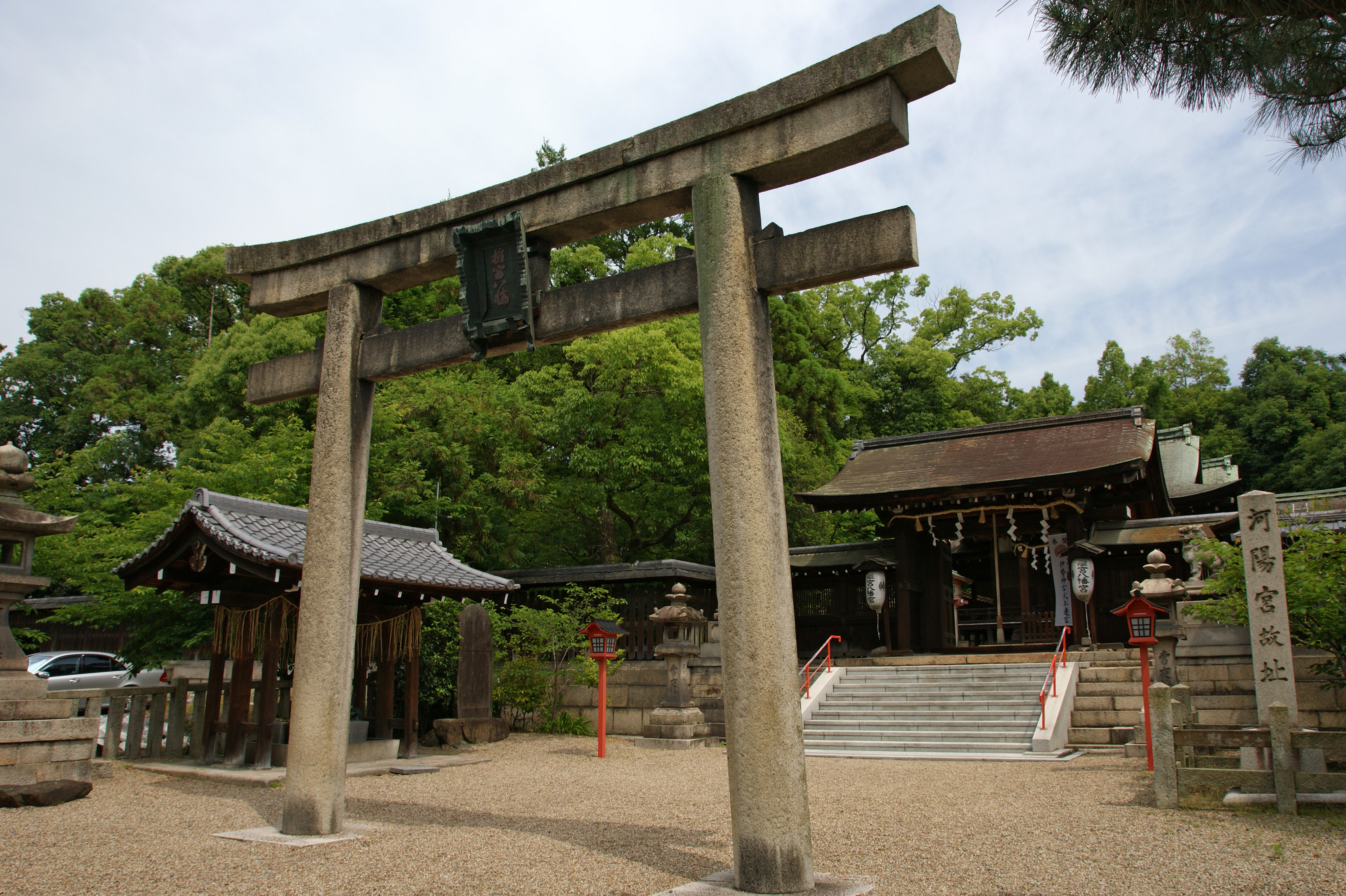
鳥居、中門（奥）
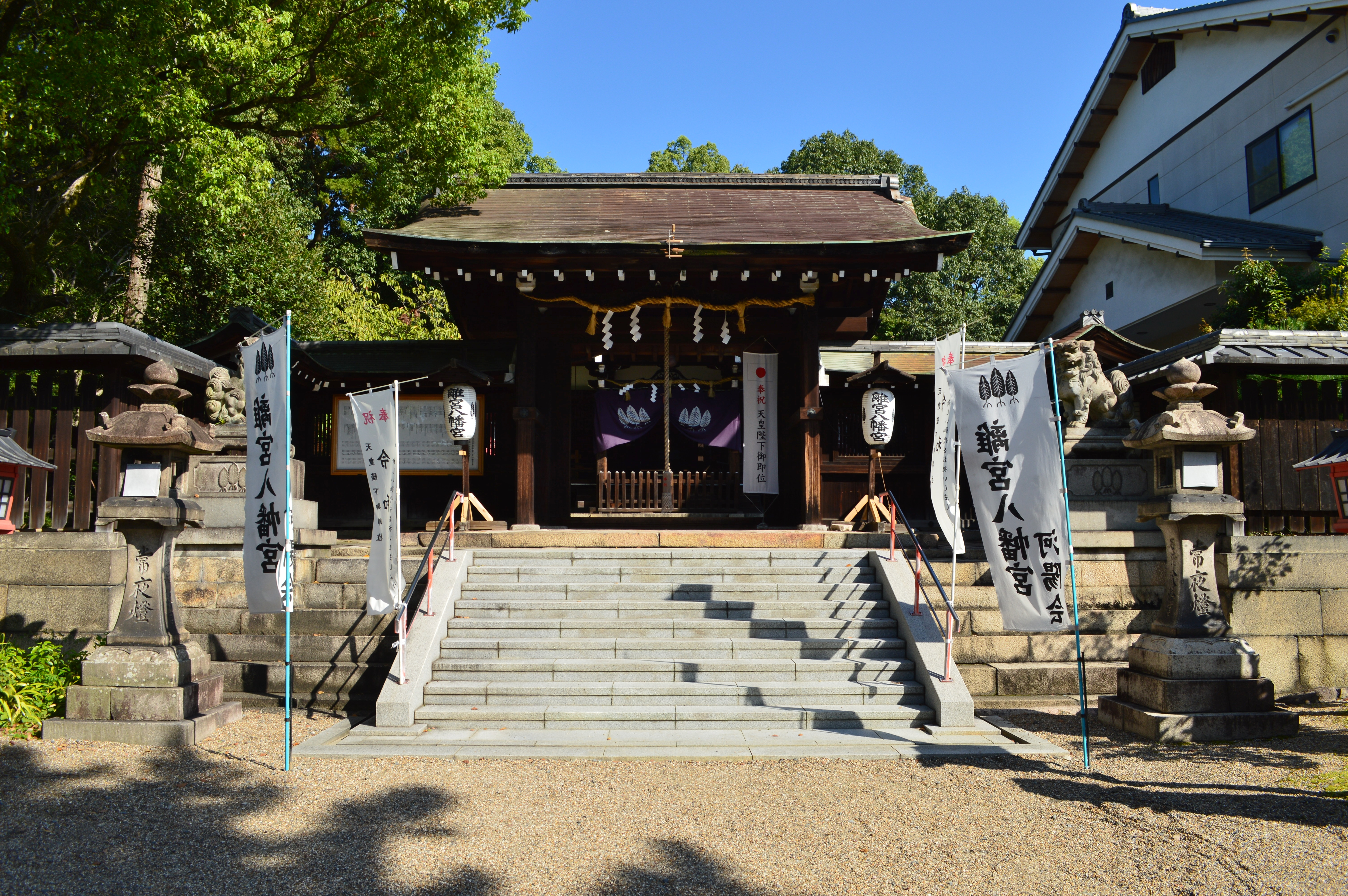
中門（四脚門）
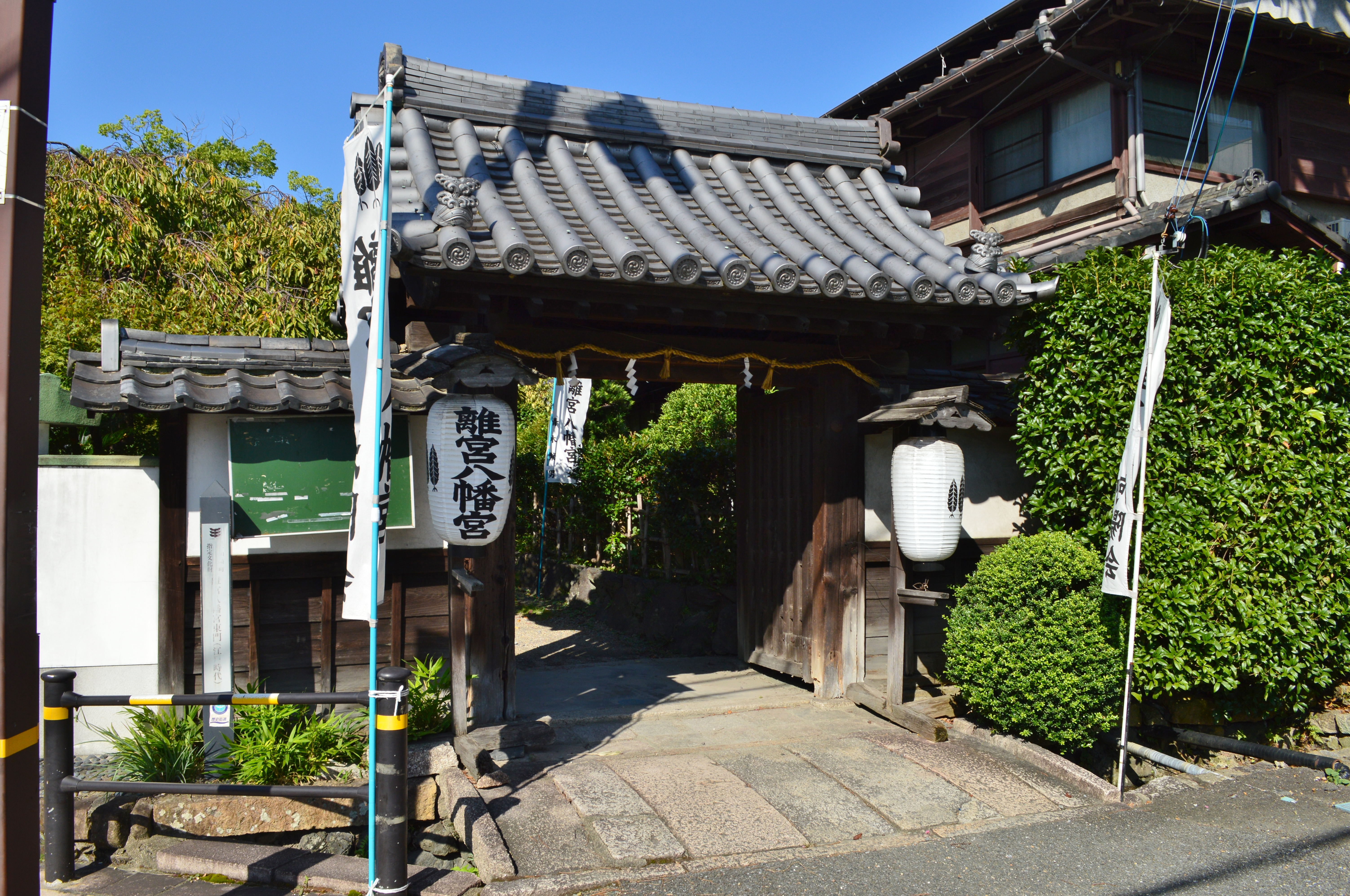
東門
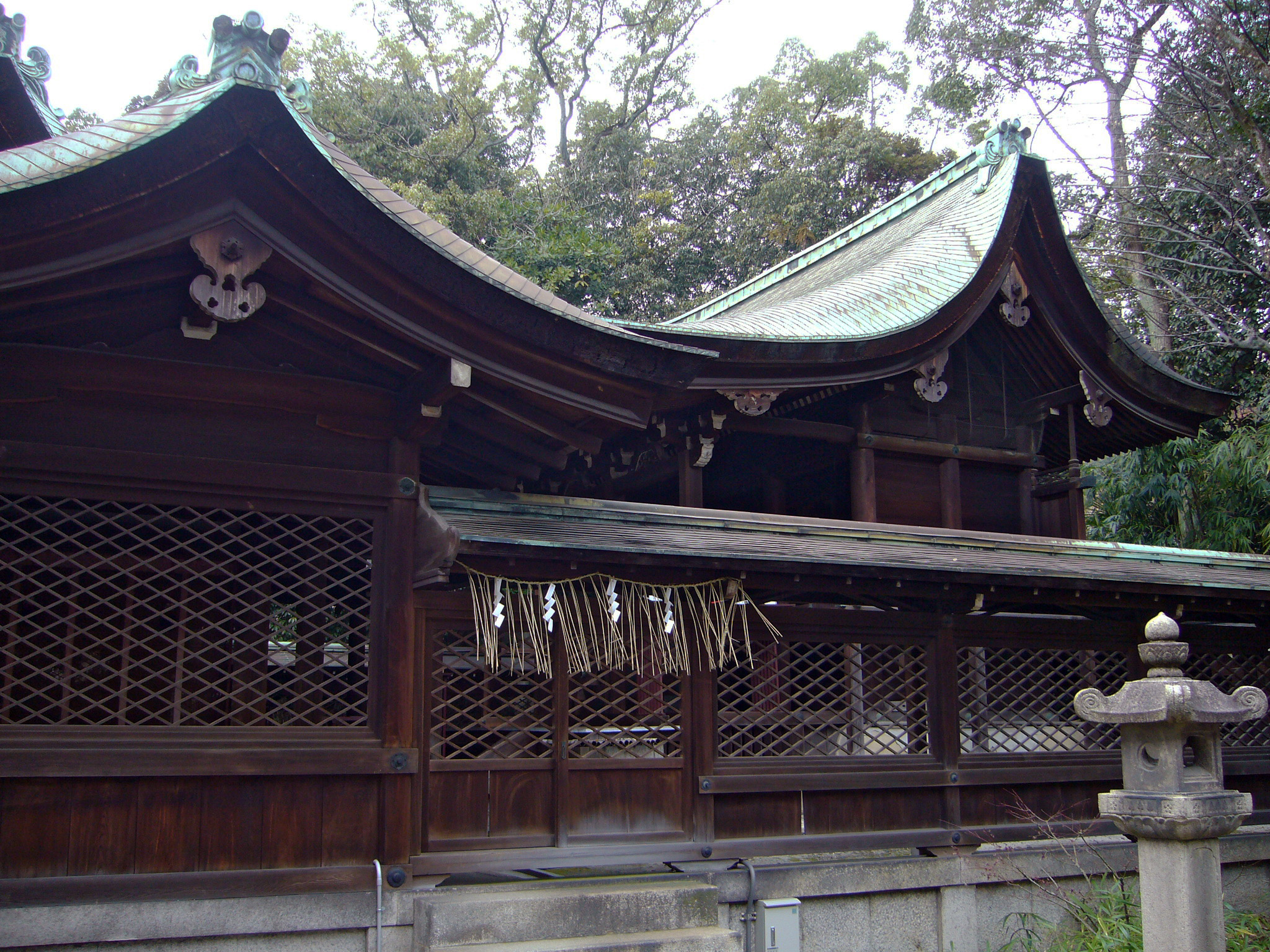
拝殿・本殿
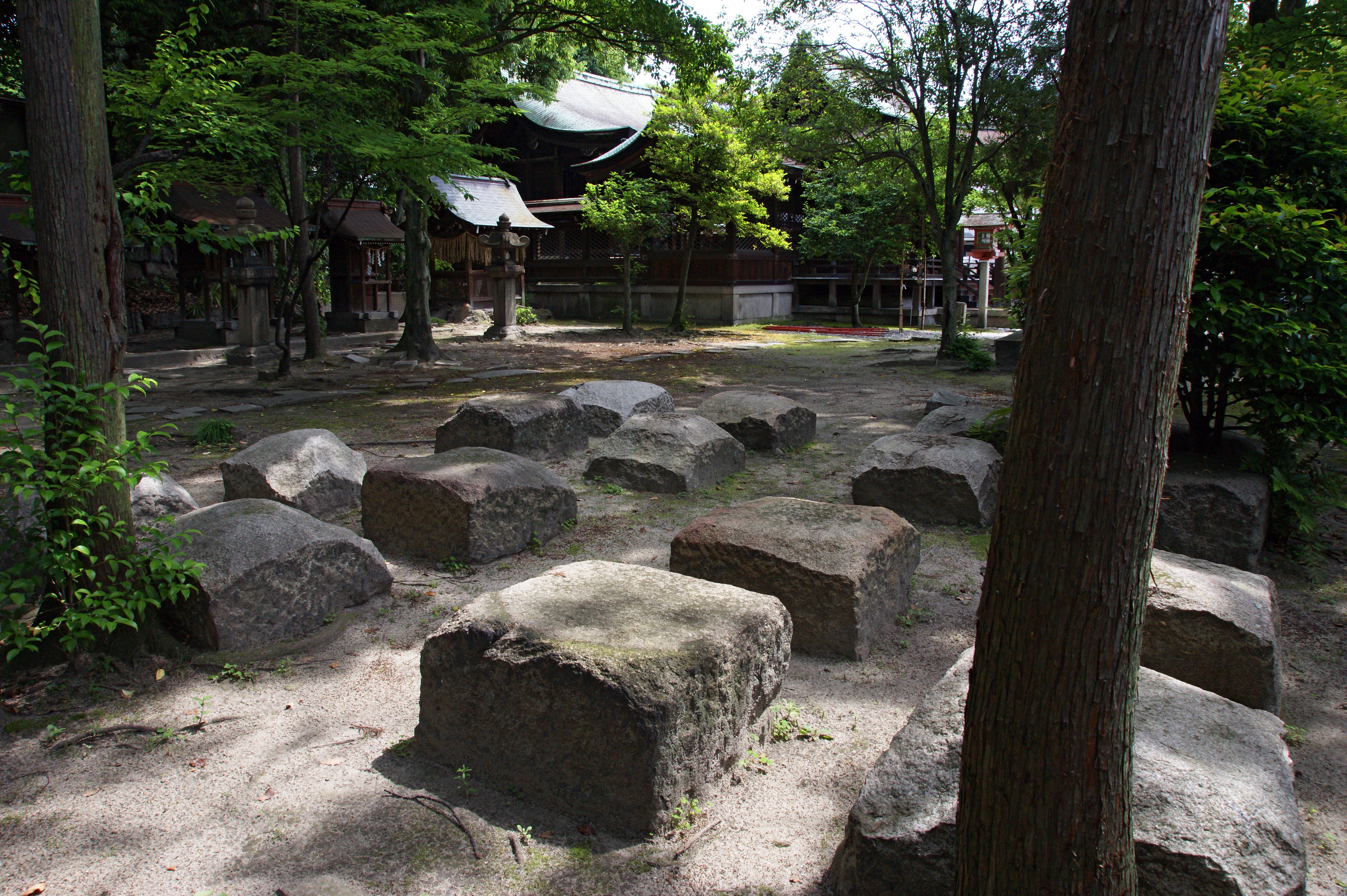
多宝塔礎石
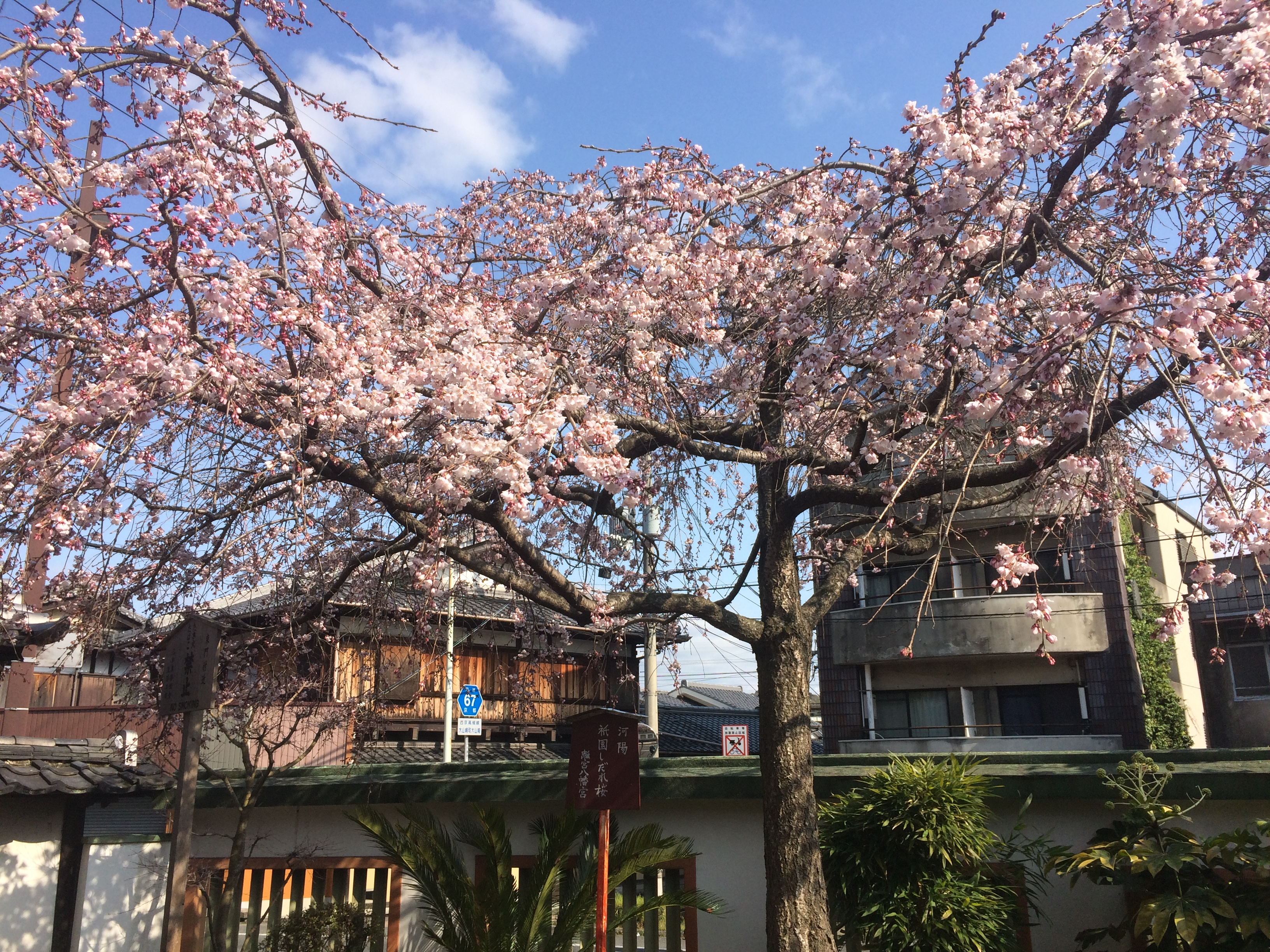
祇園しだれ桜
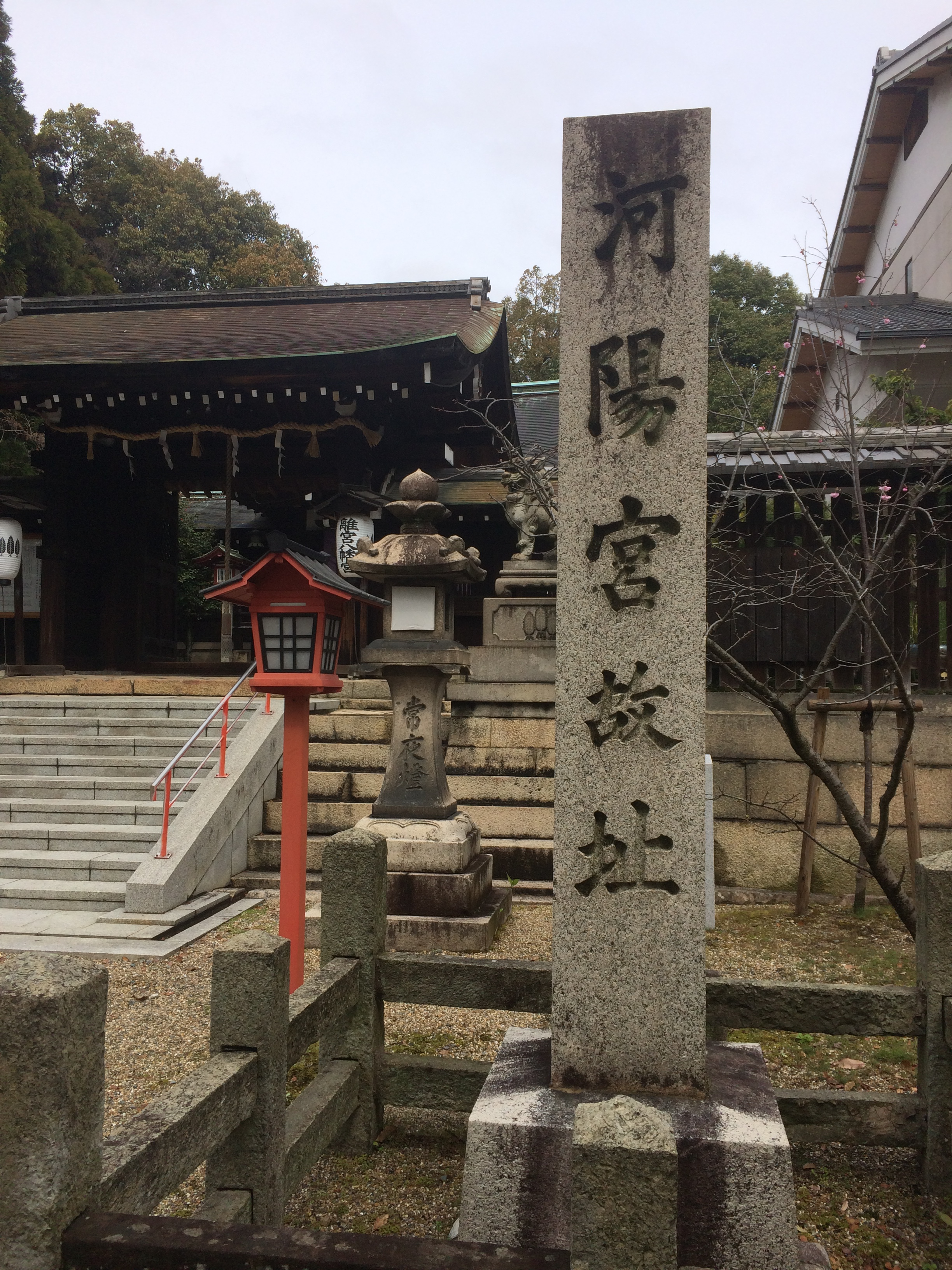
河陽宮故址
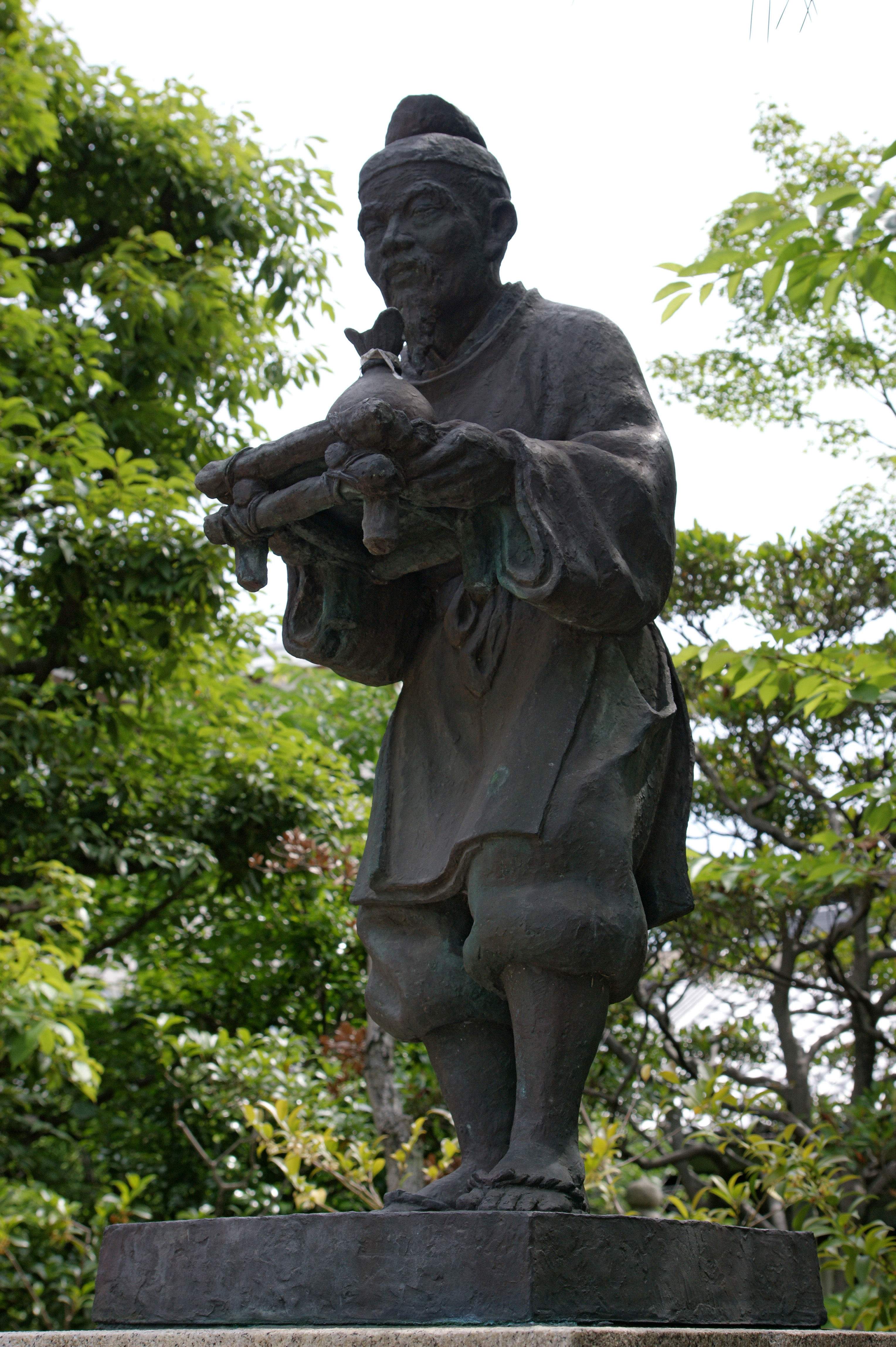
油祖像
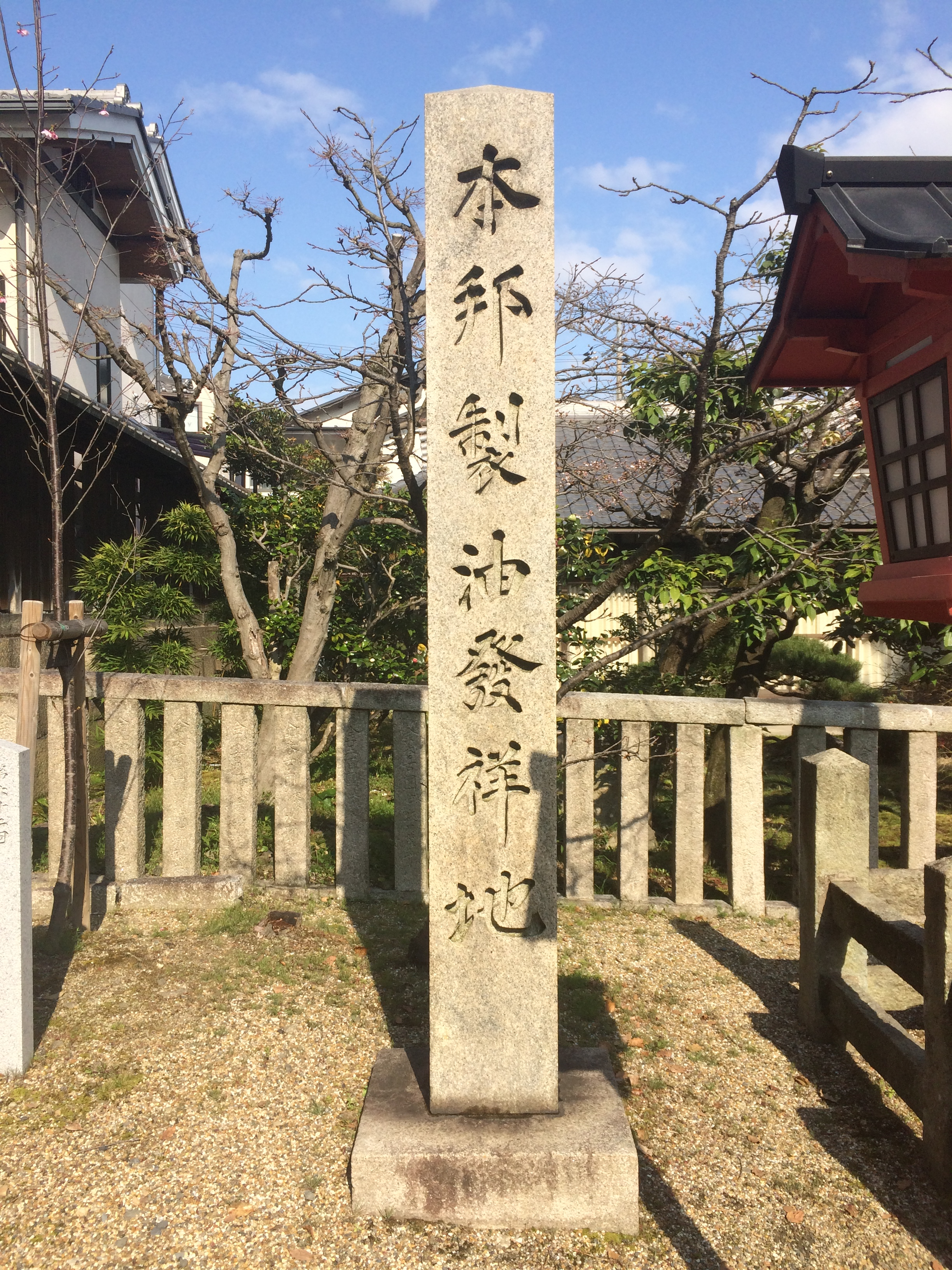
製油発祥地碑
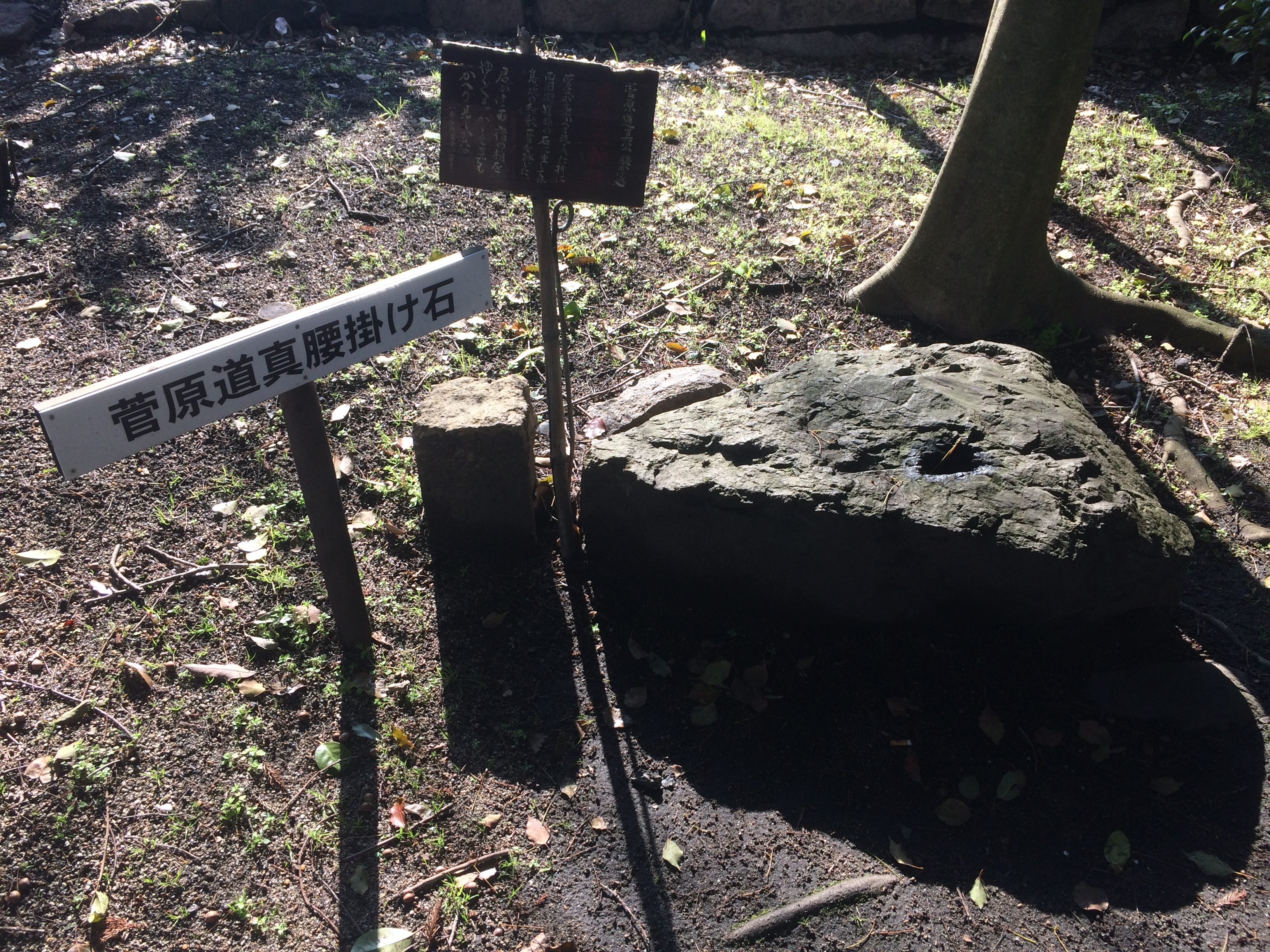
菅原道真腰掛け石
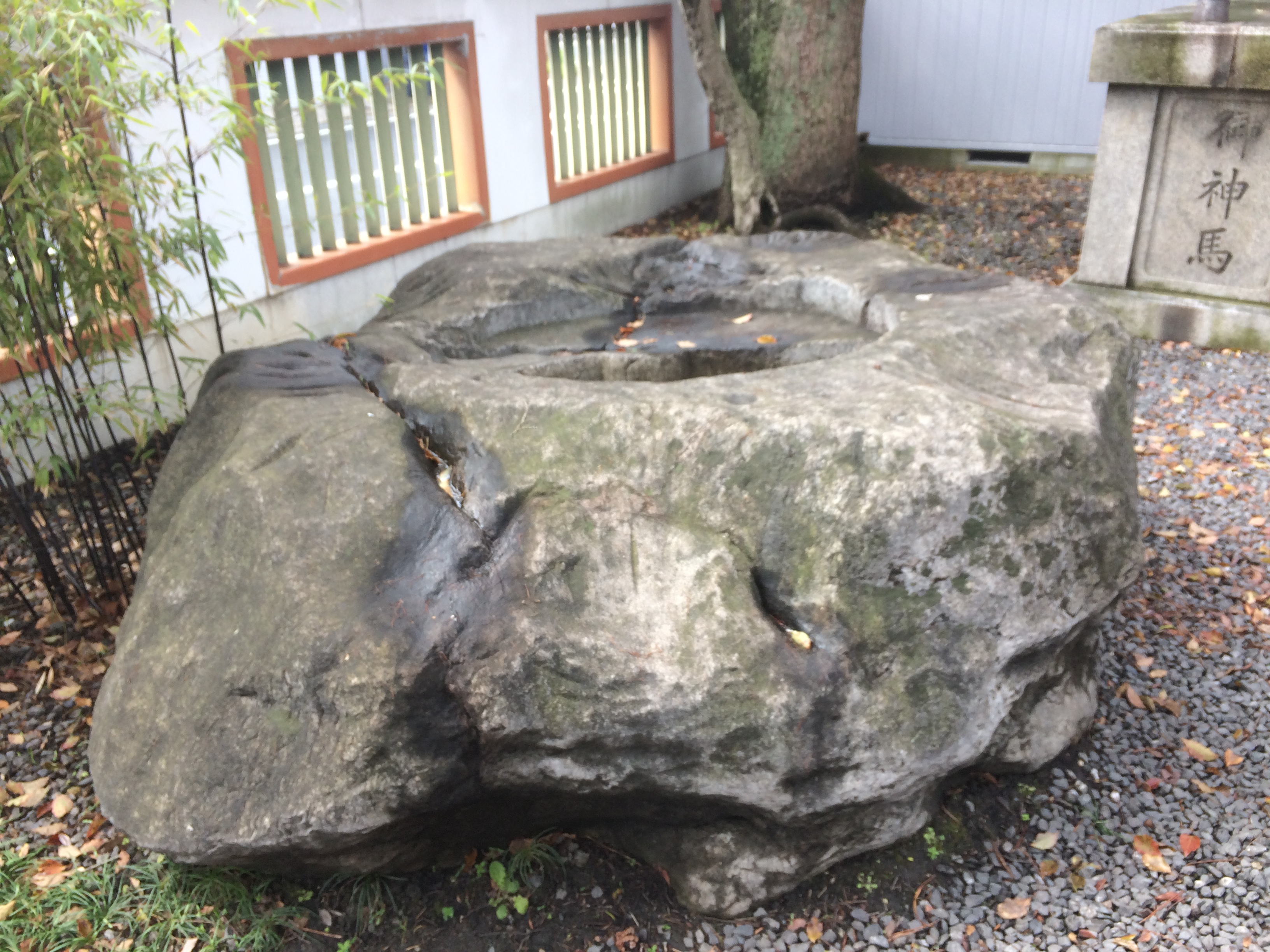
かしき石（相応寺塔心礎）

## 祭事
- 4月3日：日使頭祭（ヒノトウサイ）
- 9月15日：例祭

## 文化財

### 重要文化財
- 大山崎離宮八幡宮文書 28巻、1冊、1鋪、11通（附：漆塗文書箱2合）[1]

### 国登録有形文化財
- 本殿
- 拝殿
- 中門
- 透塀
- 手水所
- 高天宮神社

### 大山崎町指定有形文化財
- 惣門
- 東門
- かしき石 - 相応寺塔心礎。
- 神領境標石

## 現地情報
所在地
- 京都府乙訓郡大山崎町大山崎西谷21-1

交通アクセス
- 最寄駅：阪急京都線 大山崎駅下車後、徒歩3分
- 最寄駅：JR京都線 山崎駅下車後、徒歩1分

## 周辺
- 関大明神社
- 妙喜庵
  - 待庵
- アサヒビール大山崎山荘美術館
- 大山崎町歴史資料館
- 大念寺
- 宝積寺
- サントリー山崎蒸溜所